# El Lindero, Michoacán de Ocampo
El Lindero är en ort i Mexiko.   Den ligger i kommunen La Huacana och delstaten Michoacán de Ocampo, i den södra delen av landet, 290 km väster om huvudstaden Mexico City. El Lindero ligger 189 meter över havet och antalet invånare är 259.
Terrängen runt El Lindero är huvudsakligen kuperad, men västerut är den platt. Runt El Lindero är det glesbefolkat, med 15 invånare per kvadratkilometer. Närmaste större samhälle är Bellas Fuentes, 18,6 km väster om El Lindero. Trakten runt El Lindero består till största delen av jordbruksmark.